# Matilda Joslyn Gage
Pour les articles homonymes, voir Gage.
Matilda Electa Joslyn Gage, née à le 24 mars 1826 à Cicero (New York) et morte le 18 mars 1898 à Chicago, est une féministe, abolitionniste, libre-penseuse, essayiste, américaine.

## Biographie

### Enfance et formation
Matilda Joslyn est la fille et enfant unique du docteur en médecine Hezekiah Joslyn (en) et de son épouse Helen Joslyn, tous les deux abolitionnistes. Elle passe son enfance dans une maison qui faisait partie du Chemin de fer clandestin, réseau de refuges et de routes qu'empruntaient les esclaves noirs s’enfuyant vers les États libres des États-Unis et le Canada. Son père lui donne une éducation qui se démarque de celle donnée habituellement aux jeunes femmes de son temps, notamment en lui donnant des cours d’anatomie et de physiologie. Il tente en vain pour qu'elle puisse suivre une formation de médecin,,,.

### Carrière

#### L'abolitionniste
Elle est envoyée en prison pour avoir enfreint le Fugitive Slave Act, loi criminalisant l'assistance apportée aux esclaves. En dépit de problèmes financiers et médicaux (notamment cardiaques), elle s'engage pour défendre la cause des femmes, des Afro-Américains et des premières nations.

#### Militantisme féministe

##### La National Women's Rights Convention de Syracuse.
Joslyn Gage commence à s'impliquer dans le mouvement féministe en 1852 alors qu'elle prend la parole à la National Women's Rights Convention qui se tient à Syracuse. Elle devient une amie de Elizabeth Cady Stanton et donne des conférences pour soutenir les droits des femmes.

##### La guerre de Sécession
Pendant la guerre de Sécession, un moratoire général a été décrété au sein du mouvement pour les droits des femmes afin que les femmes puissent consacrer leurs efforts aux efforts de guerre.

##### Au lendemain de la guerre
En mai 1866, Matilda Joslyn Gage joint les rangs de l'American Equal Rights Association. En 1869, l'association se scinde en deux, d'un côté la National Woman Suffrage Association fondée par Matilda Joslyn Gage, Elizabeth Cady Stanton et Susan B. Anthony et de l'autre l'American Woman Suffrage Association fondée par Lucy Stone et ses amies,.

##### La National Woman Suffrage Association
Lors de l'élection présidentielle américaine de 1872 , Matilda Joslyn Gage mène une campagne en faveur de Ulysses S. Grant.
Matilda Joslyn Gage est régulièrement élue présidente de la National Woman Suffrage Association de 1875 à 1876.
À la convention de 1876, elle s'engage contre un groupe de policiers qui voulaient interdire la manifestation sous prétexte qu'elle était illégale, et obtient gain de cause. Elle signe avec Lillie Devereux Blake la Déclaration des droits des femmes du centenaire de 1876,,.

##### Radicalisme
Matilda Joslyn Gage est alors considérée comme une féministe plus radicale que Susan B. Anthony et même Elizabeth Cady Stanton (avec qui elle écrit l'historique History of Woman Suffrage). Comme cette dernière, elle était très critique envers la religion, mais s'était mis à dos une partie des féministes conservatrices comme Frances Willard et la Woman's Christian Temperance Union,.
Elle participe à l'ouvrage dirigé par Elizabeth Cady Stanton, The Woman's Bible (La Bible de la femme) et devient théosophiste par l'influence de ses enfants et de leurs conjoints.

## Prix et distinctions
- 1995 : cérémonie d’inscription au National Women's Hall of Fame[6].

## Hommage
En 1993, Margaret W. Rossiter dénomme le phénomène de minimisation des réalisations des femmes qu'elle étudie effet Matilda en l'honneur de Matilda Joslyn Gage.

## Œuvres
- Woman as an inventor. (réimpr. 2004, éd. Matilda Joslyn Gage Foundation) (1re éd. 1870, éd. F.A. Darling), 21 p. (OCLC 505281146),
- The declaration of rights of women : 1876, Aberdeen Area Chapter of NOW, 1975, 68 p. (OCLC 2774117),
- Woman, Church, and State (réimpr. 1 janvier 2002, aux éd. Humanity Books) (1re éd. 1893), 532 p. (ISBN 9781591020073, lire en ligne),
- History of Woman Suffrage: 1861-1876, Andesite Press, 13 avril 2009, rééd. 13 août 2015, 978 p. (ISBN 9781298843333),

## Pour approfondir